# Daddy K
Ne doit pas être confondu avec Danny Kaye.
 (novembre 2008).
Si vous disposez d'ouvrages ou d'articles de référence ou si vous connaissez des sites web de qualité traitant du thème abordé ici, merci de compléter l'article en donnant les références utiles à sa vérifiabilité et en les liant à la section « Notes et références ».
DJ Daddy K est un DJ & breakdancer belge né le 8 janvier 1968 à Bruxelles sous le nom de Alain Deproost.

## Carrière
Pionnier du mouvement hip-hop belge depuis 1982[réf. nécessaire], Daddy K avait participé à la compilation BRC (Bruxelles Rap Convention), la première compilation de rap en Belgique. Il fut ensuite le DJ officiel du groupe de rap Benny B. Benny B a été l'un des premiers groupes de la scène hip-hop francophone à obtenir un succès commercial.
Ces rappeurs ont connu un grand succès avec leurs titres Vous êtes fous!, Qu'est-ce qu'on fait maintenant ?, Parce qu'on est jeune ou encore Dis-moi bébé et se sont classés dans les cinq premières places du Top 50 à plusieurs reprises, tant en Belgique qu'en France.
Leur premier tube a récolté autant de succès auprès du public que de critiques dans le milieu du hip-hop.[réf. nécessaire] Propulsés en tête des charts en 1989, ces trois B-boys (danseurs de break dance) molenbeekois, adeptes de la Zulu Nation, eurent tout de même le mérite de sortir le rap de son milieu underground. Le groupe se sépara en 1994.
Daddy K a créé le fameux gimmick « mais vous êtes fous » en utilisant de vieux disques d'enfances de Capitaine Flam, gimmick remarqué et qui a permis au groupe d'exploser médiatiquement. En 1998, il participe au single Le bal des gueux d'Alec Mansion au profit de l’Opération Thermo, qui distribue des repas pour les vagabonds, dans les gares. Cette chanson est interprétée par trente-huit artistes et personnalités dont Toots Thielemans, Stéphane Steeman, Marylène, Armelle, Jacques Bredael, Lou, Alec Mansion, Muriel Dacq, les frères Taloche, Morgane, Nathalie Pâque, Frédéric Etherlinck, Richard Ruben, Christian Vidal, Marc Herman, Jeff Bodart, Jean-Luc Fonck, Benny B et Daddy K. Daddy K sera 3 fois champion de Belgique DMC (Disco Mix Club), champion de France Vestax et multiple finaliste aux championnats du monde de DMC, Vestax et ITF.[réf. nécessaire] Aujourd'hui, il mixe partout dans les clubs du monde entier[réf. nécessaire] et vient de fêter ses 30 ans de carrière aux platines.
Daddy K est aussi animateur de la plus grande émission de radio hip-hop/RNB en Belgique[réf. nécessaire]. Avant, cette émission s'appelait Contact Groovy Show, mais actuellement[Depuis quand ?] cela s'appelle Contact RNB. Elle est diffusée le weekend pendant la nuit sur Radio Contact.
Daddy K a aussi l'exclusivité belge de passer le Smash Time Radio Show de Clinton Sparks, DJ aux États-Unis et producteur de musique. Depuis septembre 2023 DJ Daddy K officie chaque vendredi soir sur NRJ Belgique pour le Daddy K Show.[réf. nécessaire]
Daddy K sort des mixtape avec des mix de hip-hop et rap français. Il a aussi sorti plusieurs singles dont Appelle-moi Daddy et Ouchi girl. Ses succès les plus connus sont : Voulez-vous coucher avec moi ? et Et c'est comme ça. Il sort aussi des compilations de mix de hip-hop US ou de rap français.

## L'annéeThe Mix
En 2011, Alain Deproost alias Daddy-K signe un contrat avec la maison de disque Universal Music. Le contrat stipule la sortie en Belgique de différentes compiles nommée The Mix. Arrive alors la première compile : The Mix. La compile se classe pendant 19 semaines à la première place de l'Ultratop et obtient le statut de disque d'or après seulement quelques semaines. Arrive alors une suite de 6 compiles à succès enchainant 6 disques d'or.[réf. nécessaire]

## Discographie
Single
- 1990: Vous êtes fous !
- 1990 : Qu'est-ce qu'on fait maintenant ?
- 1992 : Parce qu'on est jeunes
- 1992 : Dix, Neuf, Huit...
- 1994 : Voulez-Vous Coucher Avec Moi?
- 1995 : Up & Down
- 1995 : Stand Up
- 2005 : Appelle-moi Daddy
- 2009 : Pimper Ton Club
- 2012 : Kool!
- 2011 : GETCHAHANDZUP
- 2015 : Version 2015 hardcore de vs etes fous reprises par Royaz et Sly Dee qui remix vs etes fous avec le même refrain sans les mêmes raps tout en faisant appel à Daddy k Et...Benny B. Ce qui donne la version Mais vous Êtes fous 2.0

Compilations
- 2009 : The Mix 1
- 2010 : The Mix 2
- 2011 : The Mix 3
- 2012 : The Mix 4
- 2013 : The Mix 5
- 2014 : The Mix 6
- 2015 : The Mix 7
- 2016 : The Mix 8
- 2017 : The Mix 9
- 2017 : The Mix 10 (2 CD)
- 2017 : The Mix 11 (2 CD)
- 2018 : The Mix 12 (2 CD)
- 2019 : The Mix 13 : 30 ans de carrière Best Of (2 CD)
- 2021 : The Mix 14 (2 CD)